# Leggiana
Leggiana è una frazione montana del comune di Foligno (PG) appartenente alla Circoscrizione n. 8 “Valle del Menotre”.
Il centro si trova ad un'altitudine di 546 m s.l.m., a breve distanza dalla Strada statale 77 della Val di Chienti (l'antica via Plestina), che congiunge Foligno a Colfiorito ed alle Marche; adagiato lungo la media valle del Menotre, dista circa 14 km da Foligno e conta 60 abitanti (dati Istat, censimento 2001).

## Storia
L'origine del nome non è ben definita e nel corso dei secoli il paese è stato indicato nei documenti ufficiali con diverse denominazioni: Landizano, Laniano, Landiano, Lagnano, Lanciano, Laudigiana e Liggiana. Secondo alcuni il toponimo deriverebbe dal nome romano Lævius o Lidius, mentre una leggenda locale racconta che un'antica principessa, Diana, avrebbe imposto le proprie regole e tasse ai passanti per la via Plestina, Leggi di Diana. Secondo alcuni le Leggi di Diana avrebbero origine dalle seguaci della dea Diana, seguaci che esisterebbero ancora oggi.
Ad ogni buon conto, le sorti del paese dipendevano dalla vicina Abbazia di Sassovivo: nel 1085, un tale Azzo di Lupo acquisisce dal prete Bernardo dei terreni in loco.
Nel 1217, il possesso del territorio viene riconfermato ai monaci in un documento di Onorio III.
Dal 1541, nei documenti appare un nome molto simile all'attuale e, nel 1646, lo storico folignate Ludovico Jacobilli racconta che il paese era abitato da 62 anime (rivelando dunque una stabilità demografica immutata nei secoli).

## Monumenti e luoghi d'arte
- Orologio idraulico (1741), ora non più funzionante, che in passato operava grazie alla spinta di risalita di una sorgente artesiana. Di recente restaurato da Sandro Capodimonti, è collocato nel sottotetto di un'abitazione privata;
- il Palazzaccio (XIV secolo), un castello di guardia posto lungo la via Plestina. La leggenda dice che fosse la reggia della principessa Diana ma, più prosaicamente, è stato venduto dai Trinci di Foligno al capitano di ventura Giovanni Salvato, che lo occupò con i suoi bravi. Ora è parzialmente in rovina;
- chiesa di San Martino (XVIII secolo), con una pianta ad `L'.

## Economia e manifestazioni
Lo sfruttamento dei boschi e la coltivazione agricola hanno costituito il perno dell'economia.
Dopo il terremoto del 26 settembre 1997 e la relativa ricostruzione, il paese è stato parzialmente tagliato fuori dalla direttrice di comunicazione Foligno-Marche, con la costruzione di una variante. Questa opera ha sicuramente consentito un miglioramento della vivibilità (in precedenza un alto livello di traffico, anche pesante, passava tra le abitazioni).

## Sport
- Trekking;
- Mountain bike.

## Galleria d'immagini

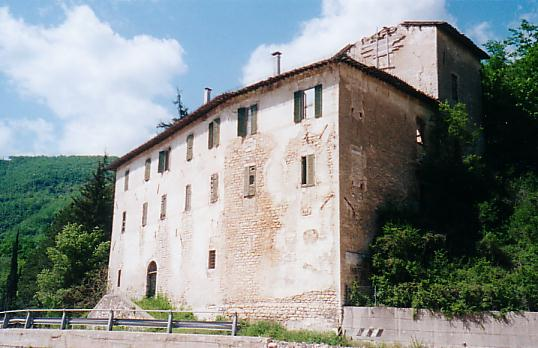
Il "Palazzaccio" di Diana
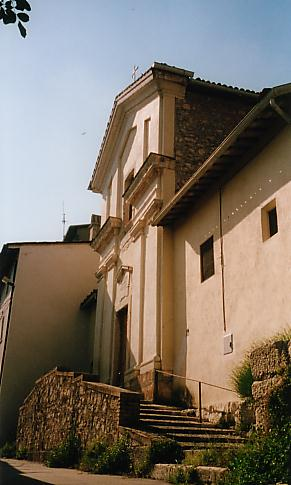
La chiesa di San Martino
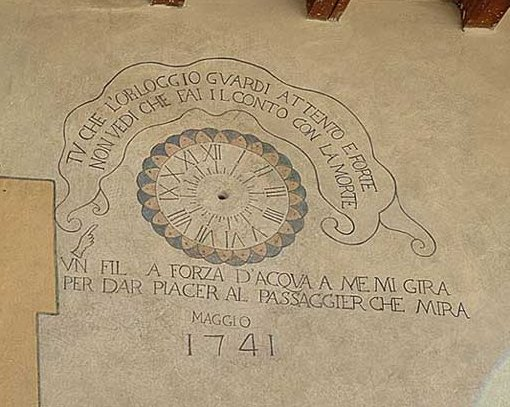
L'orologio idraulico di Leggiana, attualmente non funzionante